# Kamionka (gmina Mszczonów)
Kamionka – wieś w Polsce położona w województwie mazowieckim, w powiecie żyrardowskim, w gminie Mszczonów.
W skład sołectwa Kamionka wchodzi także wieś Adamówek.
W latach 1975–1998 miejscowość należała administracyjnie do województwa skierniewickiego.